# Бушен, Дмитрий Христианович
Дми́трий Христиа́нович Буше́н (11 [23] августа 1826 — 21 сентября 1871) — генерального штаба генерал-майор, директор Пажеского корпуса.

## Биография
Сын генерала от инфантерии Х. Н. Бушена.
Получив домашнее образование, начал службу в 1842 году подпрапорщиком в Днепровском пехотном полку; в 1845 году произведён в прапорщики и два года спустя поступил в Военную академию.
По окончании курса, в 1849 году, Бушен принял участие в Венгерской кампании; вслед за тем, зачисленный в генеральный штаб, в 1850 году получил командировку на Кавказ для собирания военно-исторических материалов и во время пребывания там находился во многих делах против горцев, за что был награждён орденом Св. Анны 3-й степени с бантом.
С 1854 до 1863 год Д. Х. Бушен состоял при академии генерального штаба последовательно в должностях: правителя дел, штаб-офицера и адъюнкт-профессора по кафедре тактики, и вместе с тем числился преподавателем последней в некоторых военно-учебных заведениях. В 1861 году был произведён в полковники и в 1863 году назначен исправляющим должность директора орловского Бахтина кадетского корпуса; успел поставить его, по преобразовании в военную гимназию, в наилучшие воспитательные условия, и тем обратив на себя внимание, был произведён в чин генерал-майора и в 1867 году назначен директором Пажеского корпуса.
В 1856 году Бушен участвовал в составлении, под редакцией генерала Милютина, «Карманной справочной книжки для русских офицеров».
Умер 21 сентября 1871 года.

## Семья
Жена: Екатерина Ивановна Нелидова (1.11.1829 — 9.03.1863), дочь статского советника Ивана Александровича Нелидова (1799—1853) и Александры Петровны Яновской (ум. 1884), сестра дипломата А. И. Нелидова
Дети:
1. Бушен, Дмитрий Дмитриевич, полковник